# Miyuki Kobayashi
Miyuki Kobayashi (Kobayashi Miyuki?; ...) è un'ex fondista giapponese ipovedente, che ha rappresentato il suo paese alle Paralimpiadi invernali di Nagano del 1998, del 2002 e del 2006, vincitrice in totale di due medaglie d'oro e un argento.

## Carriera

### Nagano 1998
Alle Paralimpiadi di Nagano del 1998, Kobayashi ha concluso la gara 7,5 km B2-3 vincendo l'oro; medaglia d'argento a Gabriele Berghofer e medaglia di bronzo a Susanne Wohlmacher.
Si è inoltre piazzata al 9° nei 5 km tecnica libera B2-3 e al 11º posto nei 5 km tecnica classica B2-3.

### Salt Lake City 2002
A Salt Lake City 2022 Kobayashi è arrivata al 9º posto nei 10 km tecnica libera B1-2., nella 7ª posizione nei 5 km tecnica classica B2-3. e al 6º posto nei 7,5 km ciechi.

### Torino 2006
Le Paralinpiadi di Torino del 2006 hanno visto Kobayashi protagonista nella gara dei 12,5 km B2-3 ciechi (medaglia d'oro per lei, argento per Tetyana Smyrnova e bronzo per Verena Bentele). Un'ulteriore medaglia, argento stavolta, è arrivata dai 7,5 km B2-3 ciechi (Verena Bentele vincitrice dell'oro, Elvira Ibraginova del bronzo).
Kobayashi ha partecipato ad altre gare, senza centrare il podio: è arrivata quinta nella staffetta 3x2,5 km tecnica aperta e sesta nei 10 km e 15 km ipovedenti.

## Palmarès

### Paralimpiadi
- 3 medaglie:
  - 2 ori (7,5 km B2-3 a Nagano 1998; 12,5 km ciechi a Torino 2006)
  - 1 argento (7,5 km ciechi a Torino 2006)